# Studziona
Studziona, także Studzionna, Studzionka (biał. Студзенка, Studzienka; ros. Студенка, Studienka) – wieś na Białorusi, w obwodzie grodzieńskim, w rejonie korelickim, w sielsowiecie Mir, na terenie Rezerwatu Hydrologicznego Miranka.

## Historia
W dwudziestoleciu międzywojennym kolonia leżąca w Polsce, w województwie nowogródzkim, w powiecie stołpeckim, w gminie Jeremicze/Turzec. W 1921 miejscowość liczyła 29 mieszkańców, zamieszkałych w 5 budynkach, w tym 18 Polaków i 11 Białorusinów. 22 mieszkańców było wyznania prawosławnego i 7 rzymskokatolickiego.
Po II wojnie światowej w granicach Związku Sowieckiego. Od 1991 w niepodległej Białorusi.